# Ludwig Paullig
Ludwig Paullig, bis 1910 Ludwig Pincus, auch Louis Pincus (* 9. August 1859 in Kröpelin; † 1934 in Zoppot) war ein deutscher Frauenarzt.

## Leben
Ludwig (Louis) Pincus war ein Sohn des Kröpeliner Kaufmanns Simon Pincus und dessen Ehefrau Jenny, geborene Lichenheim.
Ludwig Pincus besuchte bis Ostern 1878 das Gymnasium zu Rostock, studierte an der Ruprecht-Karls-Universität Heidelberg Medizin, wurde 1883 in Heidelberg zum Dr. med. promoviert und wirkte in der Folge als Frauenarzt in Danzig und im Ostseebad Zoppot.
Er war seit 1883 Mitglied der Naturforschenden Gesellschaft in Danzig und wurde am 30. September 1904 unter der Präsidentschaft von Karl von Fritsch in der Fachsektion für wissenschaftliche Medizin unter der Matrikel-Nr. 3187 als Mitglied in die Kaiserliche Leopoldinisch-Carolinische Deutsche Akademie der Naturforscher aufgenommen.
Im Jahr 1911 änderte er offiziell seinen Familiennamen von Pincus in Paullig.
Am 12. Januar 1933 feierte Ludwig Paullig in Danzig das goldene Doktorjubiläum.
Er war seit 21. März 1885 verheiratet mit Rosa Amalie (* 1864), geborene Hirschwald, einer Tochter des Danziger Kaufmanns Salomon Hirschwald und dessen Ehefrau Mathilde, geborene Morwitz.

## Schriften
als Ludwig Pincus
- Über die Perforation der Blase durch ein Dermoid Kystoma des linken Ovariums und die Ursachen der Alkalescenz des Harnes in der Blase. Dissertation Universität Heidelberg, Hirschfeld, Leipzig 1883
- Belastungslagerung. Grundzüge einer nichtoperativen Behandlung chronisch-entzündlicher Frauenkrankheiten und ihrer Folgezustände. Bergmann, Wiesbaden 1905 (Digitalisat)
- Atmokausis und Zestokausis. Die Behandlung mit hochgespanntem Wasserdampf in der Gynaekologie. Zweite Auflage, Bergmann, Wiesbaden 1906 (Digitalisat)

als Ludwig Paullig
- Sterilisatio mulieris uterina. In: Archiv für Gynäkologie, 157, 1934, S. 355–358